# Grand Prix automobile de Belgique 2000
GP précédent GP suivant
Le Grand Prix automobile de Belgique 2000 (2000 Foster's Belgian Grand Prix), disputé sur le circuit de Spa-Francorchamps dans les Ardennes belges le 27 août 2000, est la 659e épreuve de l'histoire du championnat du monde de Formule 1 courue depuis 1950 et la treizième manche du championnat 2000.

## Classement
| Pos. | No | Pilote                | Écurie             | Tours | Temps/Abandon                      | Grille | Points |
| ---- | -- | --------------------- | ------------------ | ----- | ---------------------------------- | ------ | ------ |
| 1    | 1  | Mika Häkkinen         | McLaren-Mercedes   | 44    | 1 h 28 min 14 s 494 (208,468 km/h) | 1      | 10     |
| 2    | 3  | Michael Schumacher    | Ferrari            | 44    | + 1 s 104                          | 4      | 6      |
| 3    | 9  | Ralf Schumacher       | Williams-BMW       | 44    | + 38 s 096                         | 6      | 4      |
| 4    | 2  | David Coulthard       | McLaren-Mercedes   | 44    | + 43 s 281                         | 5      | 3      |
| 5    | 10 | Jenson Button         | Williams-BMW       | 44    | + 49 s 914                         | 3      | 2      |
| 6    | 5  | Heinz-Harald Frentzen | Jordan-Mugen-Honda | 44    | + 55 s 984                         | 8      | 1      |
| 7    | 22 | Jacques Villeneuve    | BAR-Honda          | 44    | + 1 min 12 s 380                   | 7      |        |
| 8    | 8  | Johnny Herbert        | Jaguar-Ford        | 44    | + 1 min 27 s 808                   | 9      |        |
| 9    | 17 | Mika Salo             | Sauber-Petronas    | 44    | + 1 min 28 s 670                   | 18     |        |
| 10   | 7  | Eddie Irvine          | Jaguar-Ford        | 44    | + 1 min 31 s 555                   | 12     |        |
| 11   | 16 | Pedro Diniz           | Sauber-Petronas    | 44    | + 1 min 34 s 123                   | 15     |        |
| 12   | 23 | Ricardo Zonta         | BAR-Honda          | 43    | + 1 tour                           | 13     |        |
| 13   | 12 | Alexander Wurz        | Benetton-Playlife  | 43    | + 1 tour                           | 19     |        |
| 14   | 20 | Marc Gené             | Minardi-Fondmetal  | 43    | + 1 tour                           | 21     |        |
| 15   | 19 | Jos Verstappen        | Arrows-Supertec    | 43    | + 1 tour                           | 20     |        |
| 16   | 18 | Pedro de la Rosa      | Arrows-Supertec    | 42    | + 2 tours                          | 16     |        |
| 17   | 21 | Gaston Mazzacane      | Minardi-Fondmetal  | 42    | + 2 tours                          | 22     |        |
| Abd. | 4  | Rubens Barrichello    | Ferrari            | 32    | Pression d'essence                 | 10     |        |
| Abd. | 14 | Jean Alesi            | Prost-Peugeot      | 32    | Pression d'essence                 | 17     |        |
| Abd. | 15 | Nick Heidfeld         | Prost-Peugeot      | 12    | Boîte de vitesses                  | 14     |        |
| Abd. | 11 | Giancarlo Fisichella  | Benetton-Playlife  | 8     | Panne électrique                   | 11     |        |
| Abd. | 6  | Jarno Trulli          | Jordan-Mugen-Honda | 4     | Collision                          | 2      |        |

## Pole position et record du tour
- Pole position : Mika Häkkinen en 1 min 50 s 646 (vitesse moyenne : 226,712 km/h).
- Meilleur tour en course : Rubens Barrichello en 1 min 53 s 803 au 30e tour (vitesse moyenne : 220,423 km/h).

## Tours en tête
- Mika Häkkinen : 21 (1-12 / 23/27 / 41-44)
- Michael Schumacher : 23 (13-22 / 28-40)

## Statistiques
- 18e victoire pour Mika Häkkinen.
- 143e victoire pour McLaren en tant que constructeur.
- 143e victoire pour Mercedes en tant que motoriste.
- Mika Häkkinen prend la tête de la course par un dépassement resté fameux avec Michael Schumacher doublant lui-même Ricardo Zonta dans la ligne droite de Kemmel.
- La course commence sous le régime de la voiture de sécurité en raison de mauvaises conditions météorologiques.